# Lucio III
Lucio III (Lucca, 1097-Verona,  25 de septiembre de 1185) fue el 171.er papa de la Iglesia católica, de 1181 a 1185.

## Biografía

### Primeros años y carrera eclesiástica
De nombre Ubaldo Allucinoli, era nativo de la República de Lucca y monje cisterciense hasta ser nombrado, en 1142, cardenal-presbítero de Santa Práxedes por el papa Inocencio II para posteriormente actuar, bajo el pontificado de Eugenio III como legado papal en Sicilia. Nombrado cardenal-obispo de Ostia y Velletri por Adriano IV, fue uno de los cardenales más influyentes bajo el pontificado de Alejandro III.

### Pontificado
Después de su elección, vivió en Roma desde noviembre de 1181 hasta marzo de 1182, pero las disensiones con la nobleza romana —quienes no habían influido en su elección— lo hicieron exiliarse, primero a Velletri, y luego a Anagni y Verona.
Lucio III se entrevistó en Verona con Federico Barbarroja, emperador del Sacro Imperio Romano, para intentar resolver la disputa territorial existente sobre las posesiones que la condesa Matilde de Toscana había legado tras su muerte a la Iglesia durante el pontificado de Pascual II y que el entonces emperador Enrique V había hecho suyas alegando derechos dinásticos. La negativa de Federico a ceder a las pretensiones del papa, junto al hecho de que le negara su ayuda para regresar a Roma, hizo que, en respuesta, Lucio III no coronase coemperador a su hijo Enrique VI. La brecha del papado con el Imperio volvió a acrecentarse de manera importante.
En 1184 convocó el Concilio de Verona, donde promulgó la constitución Ad abolendam en la que condenó las herejías cátaras, valdenses y arnaldistas, convirtiéndose en un instrumento eficaz contra cualquier forma de indisciplina a la ortodoxia católica, decretando que el castigo físico de los herejes correspondía a la autoridad laica con lo que Ad abolendam se convertirá en el embrión del futuro Tribunal de la Santa Inquisición.
En 1185, Lucio III empezó a preparar la Tercera Cruzada en respuesta a las peticiones de Balduino IV de Jerusalén, pero falleció en Verona y fue enterrado en la catedral de la misma ciudad.

## Cultura popular
Las profecías de San Malaquías se refieren a este papa como Lux in ostio (Luz en la puerta), cita que hace referencia a que antes de ser elegido pontífice fue cardenal de Ostia (ostia = “puerta”).